# Sinal de Musset
Sinal de Musset é a designação dada a movimentos involuntários da cabeça provocados pela batida cardíaca em situações de grave insuficiência aórtica.
O nome deriva de Alfred de Musset, um escritor francês que sofria desta condição.